# Ключева (Олов'яннинський район)
Ключева́ (рос. Ключевая) — село у складі Олов'яннинського району Забайкальського краю, Росія. Входить до складу Довгокичинського сільського поселення.

## Населення
Населення — 65 осіб (2010; 28 у 2002).
Національний склад (станом на 2002 рік):
- росіяни — 93 %